# Conductos troposféricos

Figura 1. Conductos Troposféricos

Un conducto troposférico es un espacio en el cual una onda electromagnética con rangos de frecuencia que oscilan en las bandas de VHF(Very High Frequency) y UHF(Ultra High Frequency) queda confinada entre dos masas de aire, creando un efecto similar a las guías de onda. Estas masas de aire están superpuestas, esto debido a un cambio en la temperatura que ocurre en la noche por la ausencia de calor y de corrientes de convección, a esto se le conoce como inversión de temperatura, haciendo que el aire caliente pierda densidad y ascienda sobre el aire más frío cercano a la superficie terrestre, creando un conducto que da lugar a un fenómeno de súper refracción, este conducto se conoce como conducto de superficie, debido a que está próximo a la superficie de la tierra. En las primeras horas de la mañana, cuando la temperatura de la tierra aumenta empiezan a aparecer las corrientes de convección haciendo que el conducto generado anteriormente se convierta en un conducto elevado, esto, debido a que las dos masas de aire se vuelven una atmósfera homogénea por el efecto de las corrientes de convección.

## Definición
Los conductos troposféricos hacen referencia a un fenómeno que, como su nombre lo indica, se origina en la capa troposférica de la tierra. Este fenómeno sucede cuando dos masas de aire se superponen a causa de que hay una inversión de temperatura, pero, no hay una inversión en el índice de refracción. La inversión de temperatura sucede al anochecer debido a que no hay ninguna fuente externa de calor, tampoco hay corrientes de convección generadas por la convección natural que se presenta por el sol, esto hace que la temperatura de la superficie se empiece a disipar. Cuando este evento inicia el aire caliente pierde densidad y se superpone al aire frío. Al momento de ocurrir esta superposición de masas de aire se da lugar al fenómeno de súper refracción entre las capas de aire densas y menos densas, formando así un conducto cercano a la superficie terrestre, este conducto se conoce como conducto de superficie, llamado así, porque su ubicación tiende a estar cercana en la superficie terrestre.
Al iniciar el día, cuando el sol calienta nuevamente la superficie terrestre, empiezan a surgir las corrientes de convección, haciendo que las dos masas de aire sean menos densas, ascendiendo de la superficie, convirtiendo los conductos de superficie en conductos elevados.
Los conductos troposféricos tienden a formarse en países cercanos al ecuador y climas cálidos, en climas templados y fríos la posibilidad de formación de conductos decrece, esto se debe a factores como la humedad, la disminución de la temperatura y la densidad del aire.
Las ondas electromagnéticas que quedan confinadas en los conductos troposfericos tienden a tener valores que oscilan en las bandas de VHF y UHF, debido a que aquí se manejan gran parte de las telecomunicaciones que existen en el planeta. Un conducto puede también ser comparado con una guía de ondas de microondas, en la cual el conducto no propagará señales cuya longitudes de onda sean demasiadas largas en relación con su profundidad vertical. En la siguiente tabla se observan los espesores mínimos de conductos, con relación a la frecuencia y la longitud de onda que son aproximadamente: 

| f (MHz) | {\displaystyle \lambda } (m) | Espesor mínimo de los conductos(m) |
| ------- | ---------------------------- | ---------------------------------- |
| 50      | 6                            | 400                                |
| 70      | 4                            | 300                                |
| 144     | 2                            | 200                                |
| 432     | 0,7                          | 100                                |
| 1300    | 0,23                         | 50                                 |

## Refracción Atmosférica

### Índice de Refracción Troposférica
Las ondas de radio en la tropósfera sufren refracción debido a cambios de temperatura, presión y vapor
{\displaystyle N=(n-1)*10^{6}}
{\displaystyle n}: Índice de refracción de la troposfera.
{\displaystyle n(0)\approx 1,00289}
{\displaystyle n(1)\approx 1,00250}

Cuando nos referimos a {\displaystyle n(0)} y {\displaystyle n(1)} nos referimos a término seco y término húmedo respectivamente 
Ejemplo:
{\displaystyle n=1,000625}
{\displaystyle N=(1,000625-1)*10^{6}}
{\displaystyle N=625und}
El índice es muy próximo a la unidad, pero existe una pequeña discrepancia que depende de las condiciones atmosféricas, podemos identificar que el aire caliente tiene mayor posibilidad de contener vapor de agua a diferencia del frío por lo tanto tendrá una mayor variación en su índice de refracción. 

### Súper-Refracción
La súper-refracción puede ocurrir en un intervalo {\displaystyle \ N} de altura limitada en la troposfera. Con la súper-refracción, el índice refractivo disminuye a una velocidad cuatro veces el tiempo de la refracción estándar. Para esto se deben tener en cuenta las condiciones climáticas propicias para la súper-refracción.
Dónde:
{\displaystyle {\frac {dN}{dh}}=77.6\left[{\frac {1}{T}}{\frac {dp}{dh}}-\left({\frac {p}{T^{2}}}+{\frac {9620e}{T^{3}}}\right){\frac {dT}{dh}}+{\frac {4810}{T^{2}}}{\frac {de}{dh}}\right]m^{-1}}
Dónde:
{\displaystyle {\frac {dN}{dh}}}= cambio vertical del índice refractivo de una altura {\displaystyle h}
{\displaystyle h}= Altura
{\displaystyle p}= Presión
{\displaystyle T}= Temperatura
{\displaystyle e}= Humedad
De la ecuación se deduce que el cambio vertical del índice refractivo a una altura {\displaystyle h} y tasa de tiempo se determinan por factores como cambios de presión, temperatura, humedad. Aunque {\displaystyle \ P}, {\displaystyle \ T}  y {\displaystyle \ e}  varían con la altura, su valor numérico tiene un mayor efecto en el cambio del índice refractivo.
La presión del aire disminuye con la altura y su cambio depende solo un poco de las condiciones del clima. Por lo tanto, el primer término en la ecuación es casi constante y negativo, en contraste de los cambios de temperatura y humedad los cuales son muy dependientes del clima.
Como vimos también en otras secciones, bajo ciertas condiciones climáticas, lo que se conoce como inversiones de temperatura puede ocurrir; en lugar de disminuir con la altura como es habitual la temperatura aumenta dentro de un intervalo particular.
Entre las condiciones propicias para la súper-refracción, es decir, valores negativos anormalmente altos de {\displaystyle dN/dh}, son las inversiones de temperatura más altas y un lapso de humedad extremadamente elevada según la altitud. De los dos factores de inversión el más importante y decisivo es la temperatura.
Existen inversiones superficiales e inversiones elevadas:
Las inversiones de temperatura pueden causar procesos de advección, enfriamiento de la superficie de la tierra a través de la radiación y compresión de masas de aire.
En un proceso de advección, puede soplarse un cuerpo de aire seco y caliente sobre una capa de aire más fría (inversión elevada) o sobre un suelo subyacente más frío y como consecuencia, sobre una capa de aire enfriada (debido al contacto con la superficie de la Tierra). Este tipo de inversión se debe observar a principios de primavera en regiones más cálidas de la tierra sobre el suelo cubierto por la nieve.
Otro ejemplo de advección se muestra esquemáticamente en inversión de temperatura por advección ("figura 2"). En el día, la tierra se calienta más rápido que el mar, debido a la diferencia en el calor específico. Cuando un cuerpo de aire cálido y seco sopla desde la tierra sobre el mar más frío, el aire adyacente al agua se enfría y se produce una inversión de temperatura. Además, es posible que se produzca una evaporación o se puedan extraer gotas de agua de las crestas de las olas, por lo que la humedad aumenta cerca de la superficie y disminuye con la altura.

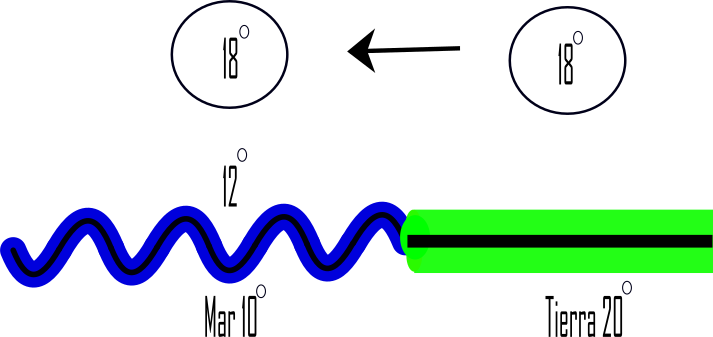
Figura 2: Inversión de temperatura por adición

El proceso de propagación de ondas de radio en condiciones de super-refracción afecta un volumen de la troposfera (“Figura. 3”) que se extiende desde la superficie de la tierra a una altura {\displaystyle h_{0}}.

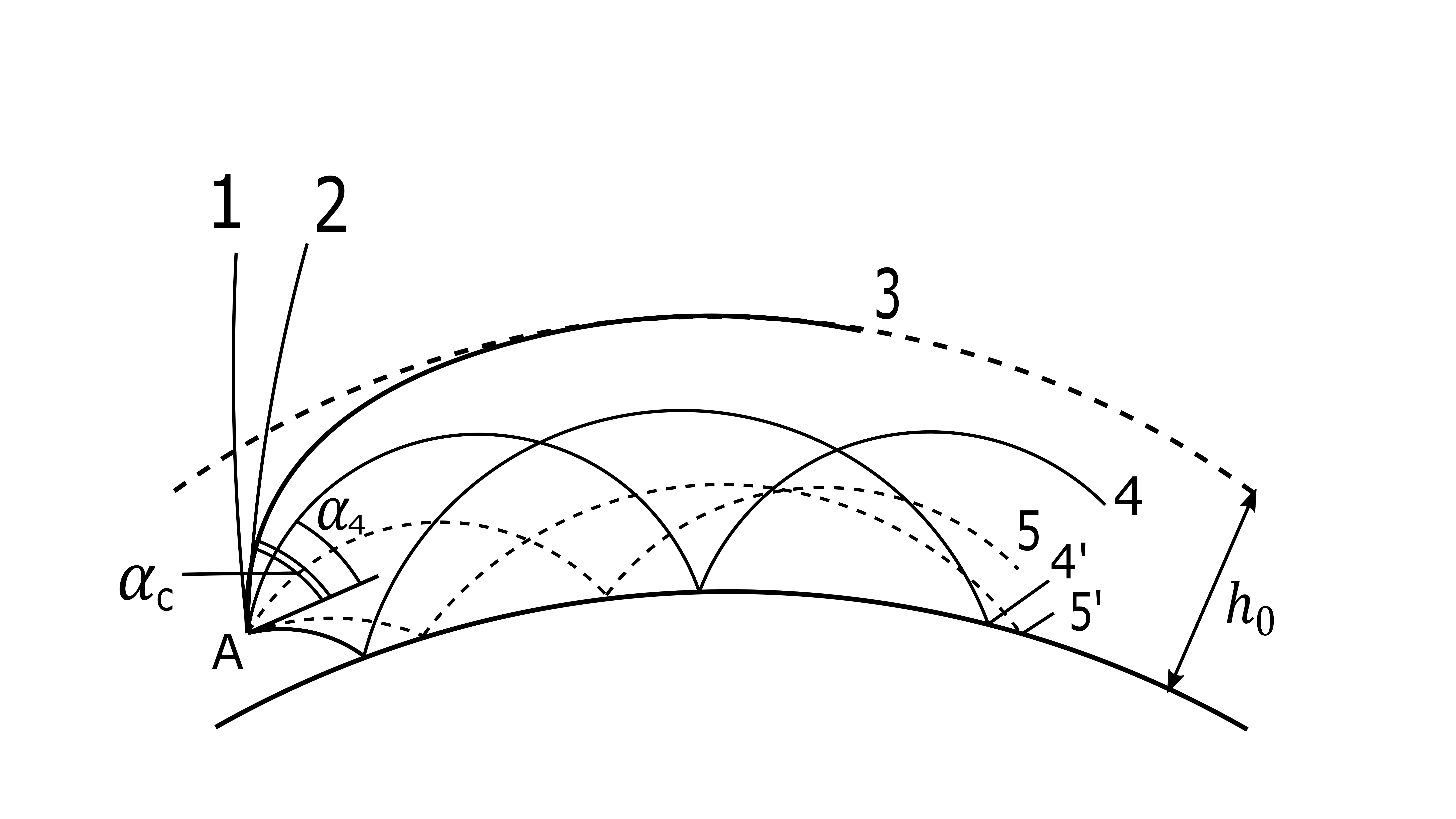
Figura 3: Propagación de radio en el caso de súper-refracción.

La antena de transmisión está ubicada en el punto A. a partir de los ángulos de elevación grandes 1 y 2 sometido a refracciones parciales que pasan a través del límite superior del volumen de la troposfera sin quedar atrapado en esta. Los rayos que comienzan con un ángulo de elevación {\displaystyle \alpha _{c}}  se devuelven horizontalmente a la tierra a una altura ± {\displaystyle h_{0}}.. El radio de curvatura de la trayectoria del rayo es igual al radio de la Tierra como se muestra en 3. Todos los rayos emitidos dentro del sector ± {\displaystyle \alpha _{c}} quedarán atrapados por la región de super-refracción y luego se obtendrán rangos generalmente anormales más allá de la línea de visión. Uno de estos rayos comienza en un ángulo de elevación α4 el cual esta referenciado en la figura 3. Este rayo experimenta una refracción interna total a una altura menor que {\displaystyle h_{0}}, se refleja desde la superficie de la tierra, traza el mismo camino que antes, y así sucesivamente, a lo largo de toda la región de super-refracción, a su vez es posible encontrar un ángulo de elevación negativo {\displaystyle -\alpha _{4}}, en el cual el rayo primero se reflejará desde la superficie de la Tierra y luego trazará un camino similar al que se acaba de describir. Este camino está marcado por 4'. Las líneas discontinuas representan los rayos 5 y 5' comenzando en ángulos de elevación iniciales  más pequeños y experimentando una reflexión interna total en altitudes más bajas.
La propagación de radio en condiciones de súper-refracción se parece a la de las guías de onda dieléctricas. La superficie de la tierra que conduce de manera imperfecta actúa como la pared inferior de tal guía de onda, el límite superior de la región súper-refractiva, como su pared superior. Al igual que con una guía de onda dieléctrica, el índice de refracción dentro de la región de súper-refracción tiene un valor mayor que el de arriba. La diferencia es que, mientras en una guía de onda dieléctrica, el rayo es individual y experimenta una reflexión interna total desde las paredes superior e inferior, en una región súper-refractiva experimenta una reflexión ordinaria desde la superficie de la Tierra que conduce de manera imperfecta y una reflexión interna total desde el volumen súper-refractivo cuya altitud es diferente para diferentes ángulos de elevación.
Debido a esta analogía, las regiones súper-refractivas en la troposfera a menudo se denominan guías de onda troposféricas o conductos troposféricos, y la propagación de radio en condiciones de súper-refracción se denomina canalización o modo canalizado.
Hay una analogía  más profunda entre las guías de onda dieléctricas y troposféricas. Al igual que con las guías de onda dieléctricas, la condición para que las ondas se apoyen en un conducto troposférico es que la longitud de onda no debe exceder de {\displaystyle \lambda _{c}}, la cual es la longitud de onda de corte. Para los casos más comunes, existe la siguiente relación entre la longitud de onda de corte y la altura de la superficie troposférica.
{\displaystyle \lambda _{c}=8.5*(h_{0}(m))^{\frac {3}{2}}*10^{-4}m}
Dónde:
{\displaystyle h_{0}} = Altura de la superficie troposférica. 
{\displaystyle \lambda _{c}} = Longitud de onda de corte.
Las longitudes de onda de corte que satisfacen la siguiente ecuación se muestran en la siguiente tabla:
| {\displaystyle h_{0}(m)}        | 6    | 24  | 120 | 600 |
| ------------------------------- | ---- | --- | --- | --- |
| {\displaystyle \lambda _{c}(m)} | 0.01 | 0.1 | 1   | 10  |

Tabla. 1 longitudes de onda de corte de conductos troposféricos como función de la altura del conducto.
Del análisis de los perfiles de índice de refracción basados en observaciones, se deduce que la altura de los conductos troposféricos suele medirse en metros y decenas de metros y casi nunca supera los 200 metros. Por lo tanto, los conductos troposféricos solo pueden soportar ondas ultra-cortas, principalmente en decímetros y bandas centimetricas. En casos inusuales, un conducto de troposfera puede guiar ondas de dos o tres metros de largo. La duplicación troposférica también puede tener algún efecto sobre la propagación de ondas métricas que exceden la longitud de onda de corte, lo que genera el campo recibido. La canalización no tiene ningún efecto en longitudes cortas, medias y largas.
El enfoque de trazado de rayos en la conducción troposférica de las ondas ultra-cortas proporcionan solo un valor aproximado de la longitud de onda de corte, pero no sirve para encontrar la función de atenuación. Por lo tanto, la función de atenuación se debe encontrar resolviendo las ecuaciones de Maxwell para condiciones de límite adecuadamente específicas.
Una solución al problema de la propagación por radio fue obtenida en 1946 por Krasnushkin. quién usó el método de modo normal. Se refirió a la posibilidad de conductos sobre la superficie de la tierra debido a los efectos del clima antes de que los conductos troposféricos se observaran experimentalmente.
Este problema ha sido tratado por varios autores extranjeros, incluidos Booker y Walkinshaw, Pekeris y Ament.
Como una técnica para las comunicaciones de radio de larga distancia por Tierra se implementan las bandas decimétricas y centimetricas, la canalización tiene un valor limitado, ya que es una ocurrencia extremadamente aleatoria. Sin embargo, las condiciones son más uniformes en algunas áreas, como las regiones del Mar Arábigo y los vientos alisios, la propagación por ductos puede ocurrir a ciertas horas del día de manera bastante regular.
En cuanto a la súper-refracción como tal, puede resultar en rangos de propagación inesperadamente anormales, introduciendo interferencias imprevistas. Esta es la razón por la que es importante tener en cuenta una súper-refracción en la ubicación y asignación de frecuencia para transmisores UHF y SHF.

## Clasificación de Conductos

### Conductos de Superficie
Los conductos de superficie se generan cuando un gradiente con pendiente negativa en el índice de refracción se forma inmediatamente por encima del suelo o del mar (Figura 4), atrapando las ondas de radio por refracción desde arriba y por reflexión desde la superficie inferior. En una atmósfera normal, la temperatura del aire y el punto de rocío, o índice de refracción, disminuyen con la altura sobre el suelo. 

Figura 4. Típicos perfiles de temperatura, punto de roció y el índice de refracción con base a la altura.

Cuando la temperatura  aumenta con la altura en lugar de disminuir de manera normal,se le denomina "Inversión de Temperatura". El efecto del índice de refracción de radio es hacer disminuir bruscamente el límite de inversión, inclinando las ondas de radio hacia abajo y atrapándolos sobre la superficie
Las inversiones que ocurren cerca de la superficie se forman frecuentemente cuando la tierra se enfría rápidamente bajo cielos claros, enfriando la capa de aire en contacto con el suelo. Esto se llama una inversión por radiación y por lo general resulta en neblina. Los conductos de superficie no se propagan bien sobre la tierra, siendo el suelo un reflector relativamente con muchas pérdidas, cubiertos con obstáculos que absorben y dispersan las ondas de radio. Sin embargo, los conductos se producen con bastante frecuencia sobre el mar, ya que es un buen reflector cuando las mareas están bajas, permitiendo que los conductos marinos se propaguen a grandes distancias y con pocas pérdidas.
Tales conductos son de 15 metros de altura, lo que limita la propagación de las bandas de microondas, pero los conductos de evaporación más profundas son capaces de propagar las frecuencias más bajas que rara vez se producen.

### Los Conductos Elevados
Se forman cuando hay doble discontinuidad en el índice de refracción (figura 5),  En este caso, las ondas se doblan hacia arriba desde el límite inferior del conducto y hacia abajo desde el límite superior. Por lo tanto, las ondas pueden ser guiadas sobre terreno irregular hasta que el conducto se rompa por montañas y otros obstáculos o hasta donde el conducto no pueda seguir. 
Estos conductos se crean a altitudes en un rango entre 450 metros y 2000 metros y tienen el origen de las aberturas troposféricas por tierra más largas, esto significa que a distancias más largas se pueden trabajar por medio de los conductos elevados sobre el mar. 
Si bien los conductos troposféricos pueden presentarse muchas veces al año en la banda de 144 MHz, aunque en frecuencias bajas como 70 MHz o menores son pocos los registros que se tienen de conductos troposféricos y se presentaron en Reino Unido.
El efecto que producen los conductos elevados es conocido como “saltar”, el cual lleva las señales a través de las estaciones debajo del conducto, de este modo la propagación se hace más fuerte entre las áreas específicas. En algunos casos es tan marcada que se parece a la apertura de propagación esporádica-E, en la cual se propagan señales en muchas direcciones, mientras que los conductos troposféricos tienden a ocurrir en direcciones específicas. Los conductos pueden ser estables durante un lapso muy amplio, que va desde horas hasta días; la capa más transitoria es la esporádica-E. 
Los conductos menos desarrollados o con “fugas” no producen las señales más fuertes, para ello se hacen estaciones de permisos a distancias intermedias para acoplarlas y así proporcionar una mayor extensión geográfica de DX.

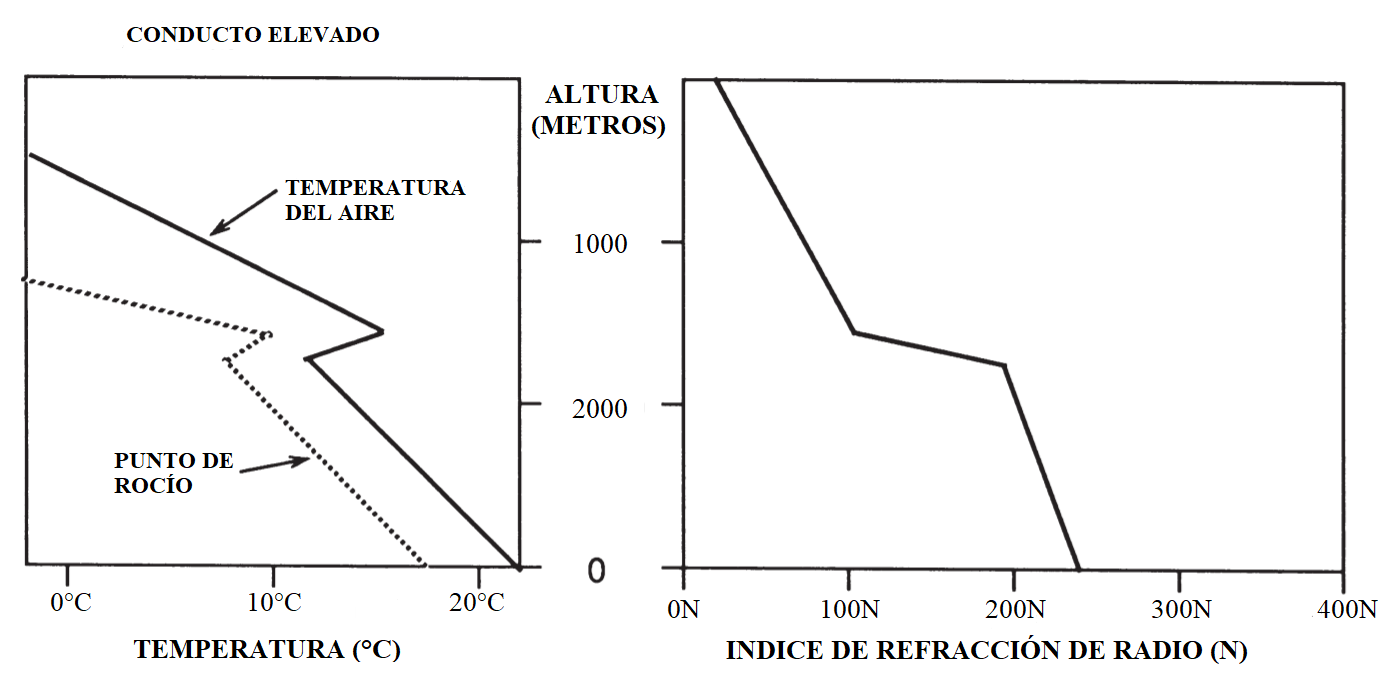
Figura 5. índice de refracción de radio en función a la altura, con la variación de la temperatura pero con la condición de un conducto elevado.